# Dywizjony rakietowe Obrony Powietrznej
Dywizjony rakietowe Obrony Powietrznej (dr OP) – zasadnicze, samodzielne pododdziały taktyczno-ogniowe.

## Charakterystyka
Głównym zadaniem  dywizjonów rakietowych jest zwalczanie środków napadu powietrznego przeciwnika, a w wyjątkowych przypadkach również celów naziemnych i nawodnych.
Funkcje w zakresie dowodzenia:
- planowanie i organizowanie ugrupowania, systemu ognia i prowadzenie rozpoznania w ugrupowaniu bojowym;
- kierowanie walką czyli kierowanie ogniem, rozpoznaniem, działaniami dezinformacyjnymi;
- planowanie, organizowanie, nadzorowanie i kierowanie przemieszczeniem oraz zabezpieczeniem działań bojowych.

## Struktura organizacyjna dr OP
Struktura w 2013
Dowództwo
- sztab
  - sekcja personalna s-1
  - sekcja operacyjna s-3
  - sekcja logistyczna s-4
  - sekcja dowodzenia i łączności s-6
  - sekcja szkoleniowa
- pion ochrony informacji niejawnych
  - kancelaria tajna
  - kancelaria jawna

- pion techniczny

Pododdziały
- zespół ogniowy
  - 3 x bateria radiotechniczna
  - 3 x bateria startowa

- bateria dowodzenia
  - obsługa stanowiska dowodzenia
  - pluton radiowy
  - pluton radiowo-kablowy
  - pluton przeciwlotniczy
- bateria zabezpieczenia
  - pluton transportowy
  - pluton remontowy
- zespół zabezpieczenia medycznego

Strukturę dywizjonów rakietowych stanowią (2018) trzy zespoły ogniowe wyposażone w zestawy rakietowe S-125 „Newa-S.C.”, a 36 dr OP posiada dwa zestawy rakietowe „Newa-S.C.” i jeden zestaw dalekiego zasięgu S-200 „Wega”. Na wyposażeniu dywizjonów znajdują się także przenośne przeciwlotnicze zestawy rakietowe, wykorzystywane do bezpośredniej osłony obiektów.

## Dywizjony rakietowe OP Wojska Polskiego (w tym rozwiązane)
- 5 dywizjon rakietowy OP
- 7 dywizjon rakietowy OP
- 11 dywizjon rakietowy OP
- 12 dywizjon rakietowy OP
- 13 dywizjon rakietowy OP
- 14 dywizjon rakietowy OP
- 15 dywizjon rakietowy OP
- 16 dywizjon rakietowy OP
- 17 dywizjon rakietowy OP
- 18 dywizjon rakietowy OP
- 21 dywizjon rakietowy OP
- 22 dywizjon rakietowy OP
- 23 dywizjon rakietowy OP
- 24 dywizjon rakietowy OP
- 25 dywizjon rakietowy OP
- 28 dywizjon rakietowy OP
- 29 dywizjon rakietowy OP
- 30 dywizjon rakietowy OP
- 31 dywizjon rakietowy OP
- 32 dywizjon rakietowy OP
- 33 dywizjon rakietowy OP
- 34 dywizjon rakietowy OP
- 35 dywizjon rakietowy OP
- 36 dywizjon rakietowy OP
- 36 dywizjon rakietowy OP
- 37 dywizjon rakietowy OP
- 37 dywizjon rakietowy OP
- 38 dywizjon rakietowy OP
- 39 dywizjon rakietowy OP
- 40 dywizjon rakietowy OP
- 41 dywizjon rakietowy OP
- 42 dywizjon rakietowy OP
- 43 dywizjon rakietowy OP
- 44 dywizjon rakietowy OP
- 45 dywizjon rakietowy OP
- 46 dywizjon rakietowy OP
- 60 dywizjon rakietowy OP
- 61 dywizjon rakietowy OP
- 62 dywizjon rakietowy OP
- 63 dywizjon rakietowy OP
- 64 dywizjon rakietowy OP
- 65 dywizjon rakietowy OP
- 66 dywizjon rakietowy OP
- 67 dywizjon rakietowy OP
- 68 dywizjon rakietowy OP
- 69 dywizjon rakietowy OP
- 70 dywizjon rakietowy OP
- 71 dywizjon rakietowy OP
- 72 dywizjon rakietowy OP
- 73 dywizjon rakietowy OP
- 74 dywizjon rakietowy OP
- 75 dywizjon rakietowy OP
- 76 dywizjon rakietowy OP
- 77 dywizjon rakietowy OP